# Georgia Makhlouf
Georgia Makhlouf est une écrivaine et une critique littéraire libanaise d'expression française. Elle partage sa vie entre Paris et Beyrouth.

## Critique littéraire
Membre du comité éditorial de L'Orient littéraire, elle a interviewé de nombreux écrivains pour ce supplément littéraire de L'Orient-Le Jour.

## Œuvres
- Éclats de mémoire, Beyrouth, fragments d’enfance, Éd. Al Manar, 2005, textes brefs illustrés par Rachid Koraïchi (prix France-Liban[réf. nécessaire])
- Les Hommes debout : dialogue avec les Phéniciens, ill. de Judith Rothchild, Éd. Al Manar, 2007 (prix Phénix)
- Les Absents, Éd. Rivages/L'Orient des Livres, 2014 (Prix Ulysse[2] et prix Léopold Sedar Senghor[3],[4])
- Le Goût de l’Orient, Mercure de France, 2014
- Le Goût de la liberté, Mercure de France, 2016
- Port-au-Prince aller-retour, La Cheminante/L'Orient des Livres, 2019  (ISBN 978-2371271210)
- Le Goût du Liban, Mercure de France, 2021
- Pays Amer, Les Presses de la Cité, 2025

## Galerie

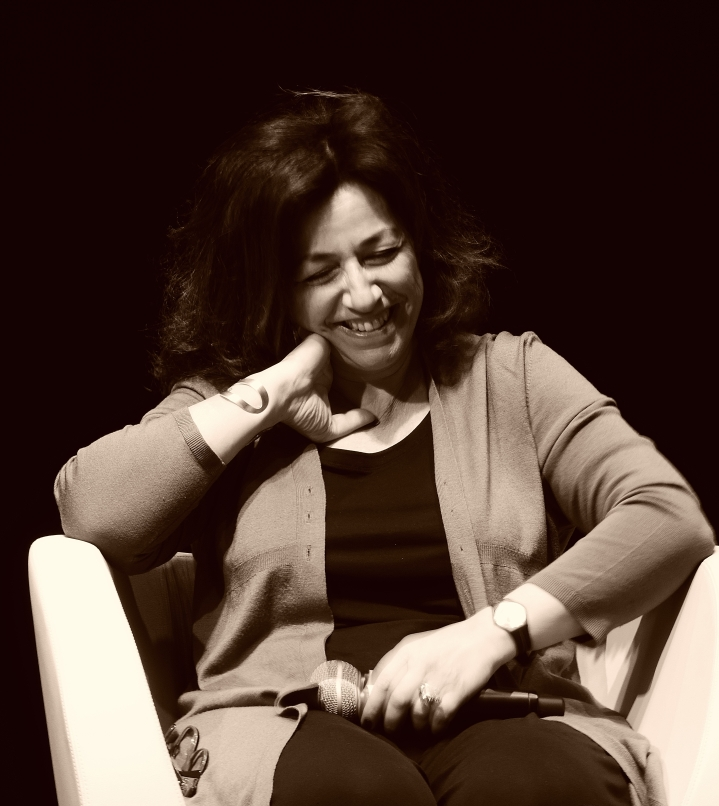
Georgia Makhlouf 2016, Escapades littéraires, Draguignan
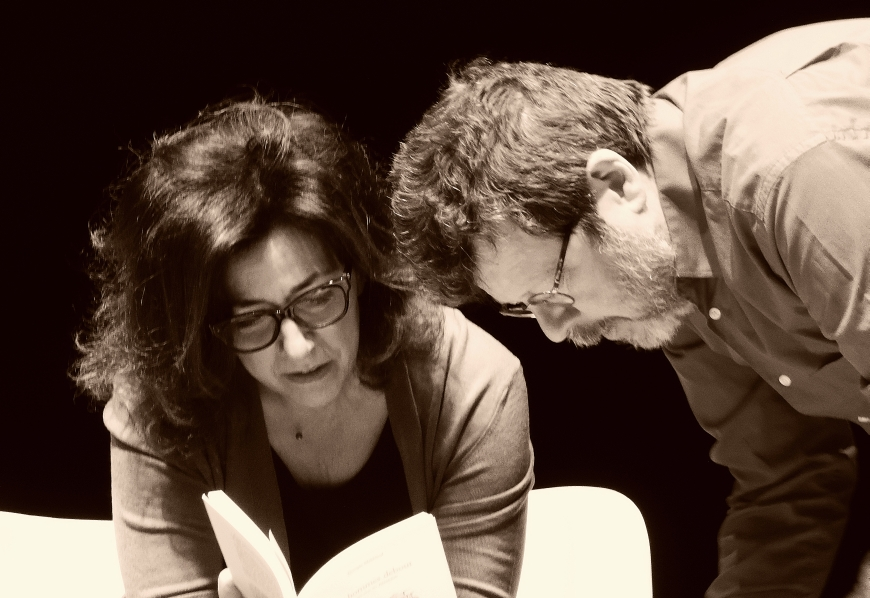
Georgia Makhlouf 2016, Escapades littéraires, Draguignan